# Stefano Fer
Stefano Fer (Pinerolo, 5 maggio 1818 – 20 settembre 1904) è stato un politico italiano.

## Biografia
Avvocato, sindaco di Pinerolo, fu deputato del Regno di Sardegna per due legislature, eletto nel collegio di Pinerolo.